# 丸出日太夫
《丸出日太夫》，是森田拳次的日本漫畫作品。也是本作品中登場的虛構主角的名字。

## 簡介
1964年至1967年在《週刊少年Magazine》連載，改編為電視劇後，於1966年至1967年在雜誌《我們》連載。其3本單行本在秋田書店的Sunday Comics上出版，後來又在講談社的KC Magazine上出了12本單行本，但都已經絕版，甚至在平成時代播出下面提到的動畫版時也沒有重印。相反的，竹林哲的漫畫版在《Comic BomBom》上連載，並出了1本單行本，但第2冊及以後從未出版。不過在2014年，eBookJapan共發行了全12冊電子書。
改編黑白電視劇於1966年3月7日至1967年2月27日列每週一18:00至18:30在日本電視台系列播出。全52話。從最後一話播出後的一週到1968年2月26日，該電視劇在同一時段重播。贊助商是古谷製菓（首播）→UTENA（重播）。
後來被製作成彩色電視動畫，並於1991年11月2日至1992年9月26日每週六18:30至19:00在富士電視台系列播出。全47話。影碟方面，2005年發行了兩卷DVD-BOX，但VHS和Blu-ray版本尚未發行。

## 故事
《丸出日太夫》是一部故事圍繞著在學習上毫無用處的小學4年級學生丸出日太夫，和他的科學家父親丸出禿照發明的廢柴機器人小寶的鬧劇喜劇。
小寶無法說話，只能透過在黑板上寫下自己的感受來表達，由於黑白電視劇的版本，很難重現出這一點，因此它可以正常說話。隨著電視劇的熱播，漫畫版的小寶也開始隨著電視劇版本正常說話。動畫版本既可以在黑板上說話，也可以在黑板上寫字。

## 登場人物

### 真人版、動畫版共同角色
丸出日太夫（配音員：鐵炮塚葉子／演員：保積佩佩）
本作品主角。正如他的名字所暗示的那樣，他是一個善良的男孩，但不擅長學習或運動。
不過，根據故事的不同，他可以舉起一個可以容納2～3個人的水壺形狀的時間機器，或者可以自己舉起一台自動販賣機並用推車取回。
丸出禿照（配音員：田之中勇／演員：十朱久雄）
日太夫的父親。小寶的發明製造者，差點獲得諾貝爾獎卻沒有獲得的天才科學家。顧名思義，他的頭頂是禿的。這讓他看起來有些老了，但實際年齡才30多歲。
小寶（配音員：田中真弓／演員：村真人（配音））
丸出禿照創造的機器人。動力源是汽油。根據原作幫它取名的人是日太夫，其名字的由來是「因為他是用破布做的機器人」。出奇的可靠，負責丸出家的家事（動畫版本來是用來教育日太夫的，結果做家事卻由它負責）。

### 動畫版登場
夢代（配音員：瀧澤久美子）
日太夫的母親和禿照的妻子。故人。一位善良而堅強的母親。作為幽靈會從遺照出現，偶爾會當小寶的顧問。
山田子（配音員：松井菜櫻子）
第3話首次登場，分配到日太夫班上的新任導師，是個美女。
（配音員：折笠愛）
（配音員：鈴木三枝）
梅子、桃子（配音員：白鳥由里）
日太夫的同學，雙胞胎姊妹。兩人都當班長。有著可愛的外表，但個性不好。一有機會就取笑日太夫。
凄井金持（配音員：松本梨香）
日太夫的同學。是個有錢的大少爺，其個性如此的刻板印象。
亨利（配音員：緒方賢一）
日太夫家的鄰居，美國人，擁有日本人已經忘了的日本精神。每當一集出現時，總是都會穿著與自稱「日本國民的精神家鄉」有關的服裝（角色扮演）出現。如此而言是個好人。
老大（配音員：八奈見乘兒）
黑眼鏡蛇集團的老大。從丸出家的車庫裡偷了一項發明，但每當用魔法水壺（相當於一艘巨型油輪的水）隨意打開塞子時，藏身之處被淹沒了，然後使用一根魔法火柴（相當於1000個火焰）試圖點烟時，藏身處幾乎被燒毀了。目前住在公寓裡。
部下A（配音員：龜山助清）
部下B（配音員：丸山裕子）

## 真人版（1966年）
- 關於本作正片的現狀，東映確認第1話已保存，但第2話及之後的集數仍然下落不明。第1話曾在東映頻道（日语：東映チャンネル）不定期播出。並於約2005年在Sky PerfecTV！播出[4]。
- 本作品收錄於《東映TV特攝主題歌大全集vol.1》以及包含主題曲的片頭影片中，並已錄製成影碟。包含全52話的DVD和藍光光碟尚未發行。
- 2020年1月8日，包含第1話的數位修復版本，被確認與《阿拉的使者》和《攻擊拳頭（日语：アタック拳）》一起保存，由Bestfield作為《往年電視傑作電影 第1話特集》錄製成DVD發行。

### 製作人員
- 企劃：泊懋、鎌田哲也（日本電視台）
- 編劇：長谷川公之 等
- 音樂：山下毅雄
- 助理導演：折田至（日语：折田至） 等
- 導演：小林恒夫（日语：小林恒夫）、山田稔（日语：山田稔 (テレビドラマ監督)） 等
- 製作：東映東京製作所、日本電視台

### 主題歌
- 片頭曲：（作詞：長谷川公之，作曲：山下毅雄，歌：Vocal Shop（日语：ボーカル・ショップ）、上高田少年合唱團（日语：上高田少年合唱団））

片頭曲最後，沒有戴黑框眼鏡的真人版日太夫（保積佩佩 飾）突然衝破壁紙，畫著日太夫的卡通插畫，面帶微笑地出現在螢幕上。然後，動畫的日太夫出現在螢幕上並說道「你是誰？」，真人的日太夫注意到了這個聲音，高興地笑著回答「丸出日太夫」，然後動畫的日太夫喊道「好吧，你必須擁有這個～！」並給了的日太夫一副黑框眼鏡並戴上它。動畫的日太夫離開後，播放片尾字幕，節目以小寶讀出贊助商「（古谷製菓）」做結束。而重播時贊助商從古谷製菓變更為UTENA的詳細原因尚不清楚。
- 並以DVD形式發行的《東映TV特攝主題歌大全集vol.1》中收錄了由「古谷製菓」贊助的片頭曲。

### 收視率
- 初回收視率：19.8%
- 最高收視率：27.0%

### 播放列表
1. 1966年3月7日播出[d]
2. 3月14日播出
3. 3月21日播出
4. 3月28日播出
5. 4月4日播出
6. 4月11日播出
7. 4月18日播出
8. 4月25日播出
9. 5月2日播出
10. 5月9日播出
11. 5月16日播出
12. 5月23日播出
13. 5月30日播出
14. 6月6日播出
15. 6月13日播出
16. 6月20日播出
17. 6月27日播出
18. 7月4日播出
19. 7月11日播出
20. 7月18日播出
21. 7月25日播出
22. 8月1日播出
23. 8月8日播出
24. 8月15日播出
25. 8月22日播出
26. 8月29日播出
27. 9月5日播出
28. 9月12日播出
29. 9月19日播出
30. 9月26日播出
31. 10月3日播出
32. 10月10日播出
33. 10月17日播出
34. 10月24日播出
35. 10月31日播出
36. 11月7日播出
37. 11月14日播出
38. 11月21日播出
39. 11月28日播出
40. 12月5日播出
41. 12月12日播出
42. 12月19日播出
43. 12月26日播出
44. 1967年1月2日播出
45. 1月9日播出
46. 1月16日播出
47. 1月23日播出
48. 1月30日播出
49. 2月6日播出
50. 2月13日播出
51. 2月20日播出
52. 2月27日播出

### 播放電視台
- 日本電視台（製作局）：星期一 18:00—18:30
- 札幌電視台：星期三 18:00—18:30[5]
- 青森放送：星期五 18:00—18:30[6]
- 秋田放送：星期一 18:00—18:30[7]
- 岩手放送：星期二 18:00—18:30[8]
- 山形放送：星期五 18:15—18:45[9]
- 東北放送：星期一 18:00—18:30[10]
- 福島電視台：星期六 17:15—17:45（至第4話）→ 星期一 18:15—18:45（第5話以降）[11]
- 新潟放送：星期一 18:00—18:30[12]
- 靜岡放送
- 名古屋電視台：星期二 18:15—18:45[13]

### 薄膜唱片
朝日Sonorama的第一卷薄膜唱片於1965年9月首次發行（商品編號M23），之後被製作成電視劇。收錄的主題曲是，與電視上使用的歌曲不同，並且在收錄的電視劇日太夫的角色是由曾我町子飾演而不是保積佩佩，禿照的角色是由人見明飾演而不是十朱久雄。此後，為了配合電視改編，於1966年3月發行了第二卷（商品編號M40），同時在第一卷加入了電視版的歌曲，並由保積、十朱分別飾演日太夫、禿照，進行了修訂並重新發行（商品編號M39）。
1966年，除了該作品之外，還發行了《彩虹戰隊羅賓》、《忍者哈特利（真人版）》、《蝙蝠俠（真人版）》的主題曲集（商品編號M48）。

## 動畫版 (1991年)

### 製作人員
- 原作：森田拳次
- 製作：布川郁司
- 製片人：清水賢治、金田耕司（富士電視台）、木村京太郎（日语：木村京太郎 (プロデューサー)）（讀賣廣告社）、萩野賢（Studio Pierrot）
- 企劃：村一夫（讀賣廣告社）
- 劇本統籌：浦澤義雄（日语：浦沢義雄）
- 人物設定：岸義之（日语：岸義之）
- 美術監督：池田祐二（日语：池田祐二）
- 攝影監督：福島敏行
- 音樂：本間勇輔（日语：本間勇輔）
- 音響監督：水本完（日语：水本完）
- 總導演：鴫野彰
- 剪輯：廚川治彥、植松淳一
- 效果：加藤昭二（日语：加藤昭二）（Anime Sound Production（日语：アニメサウンドプロダクション））
- 製作：富士電視台、讀賣廣告社、Studio Pierrot

### 主題歌
片頭曲
作詞：星野哲郎，作曲：米山正夫，編曲：松井忠重，歌：水前寺清子
片尾曲
作詞：山田孝雄，作曲：三島大輔，編曲：松井忠重，歌：水前寺清子

### 各話列表
| 話數 | 日文標題 | 劇本              | 分鏡     | 演出     | 作畫監督 | 美術          | 首播日期       |
| ---- | -------- | ----------------- | -------- | -------- | -------- | ------------- | -------------- |
| 1    |          | 浦澤義雄          | 鴫野彰   | 小柴純彌 | 增谷三郎 | 池田祐二      | 1991年 11月2日 |
| 2    |          | 浦澤義雄          | 上田茂   | 上田茂   | 榎本明廣 | 池田祐二      | 11月9日        |
| 3    |          | 靜谷伊佐夫        | 橫山廣行 | 橫山廣行 | 川端宏   | 池田祐二      | 11月16日       |
| 4    |          | 浦澤義雄          | 高橋資祐 | 新房昭之 | 高橋資祐 | 高橋忍        | 11月23日       |
| 5    |          | 西紀寺史雄        | 小柴純彌 | 小柴純彌 | 增谷三郎 | 高橋忍        | 11月30日       |
| 6    |          | 小山高生          | 水野和則 | 水野和則 | 川端宏   | 高橋忍        | 12月7日        |
| 7    |          | 浦澤義雄          | 橫山廣行 | 橫山廣行 | 増谷三郎 | 高橋忍        | 12月14日       |
| 8    |          | 西紀寺史雄        | 榎本明廣 | 上田茂   | 榎本明廣 | 高橋忍        | 12月21日       |
| 9    |          | 靜谷伊佐夫        | 高橋資祐 | 新房昭之 | 高橋資祐 | 長崎齊 高橋忍 | 12月28日       |
| 10   |          | 浦澤義雄          | 小柴純彌 | 小柴純彌 | 川端宏   | 高橋忍        | 1992年 1月4日  |
| 11   |          | 小山高生          | 鴫野彰   | 水野和則 | 增谷三郎 | 高橋忍        | 1月11日        |
| 12   |          | 浦澤義雄          | 橫山廣行 | 橫山廣行 | 中山勝一 | 高橋忍        | 1月18日        |
| 13   |          | 西紀寺史雄        | 榎本明廣 | 上田茂   | 榎本明廣 | 高橋忍        | 1月25日        |
| 14   |          | 橋本裕志          | 水野和則 | 水野和則 | 增谷三郎 | 高橋忍        | 2月1日         |
| 15   |          | 浦澤義雄          | 小柴純彌 | 小柴純彌 | 川端宏   | 高橋忍        | 2月8日         |
| 16   |          | 橋本裕志          | 高橋資祐 | 新房昭之 | 高橋資祐 | 高橋忍        | 2月15日        |
| 17   |          | 西紀寺史雄        | 橫山廣行 | 橫山廣行 | 增谷三郎 | 高橋忍        | 2月22日        |
| 18   |          | 橋本裕志          | 榎本明廣 | 上田茂   | 榎本明廣 | 高橋忍        | 2月29日        |
| 19   |          | 靜谷伊佐夫        | 鴫野彰   | 小柴純彌 | 增谷三郎 | 高橋忍        | 3月7日         |
| 20   |          | 浦澤義雄          | 阿部紀之 | 新房昭之 | 川端宏   | 高橋忍        | 3月14日        |
| 21   |          | 西紀寺史雄        | 橫山廣行 | 橫山廣行 | 增谷三郎 | 長崎齊        | 3月21日        |
| 22   |          | 浦澤義雄          | 高橋資祐 | 小柴純彌 | 高橋資祐 | 高橋忍        | 3月28日        |
| 23   |          | 小山高生          | 榎本明廣 | 上田茂   | 榎本明廣 | 高橋忍        | 4月11日        |
| 24   |          | 橋本裕志          | 水野和則 | 水野和則 | 川端宏   | 高橋忍        | 4月18日        |
| 25   |          | 浦澤義雄          | 小柴純彌 | 小柴純彌 | 增谷三郎 | 工藤英昭      | 4月25日        |
| 26   |          | 橋本裕志          | 橫山廣行 | 橫山廣行 | 增谷三郎 | 高橋忍        | 5月2日         |
| 27   |          | 西紀寺史雄        | 榎本明廣 | 上田茂   | 榎本明廣 | 高橋忍        | 5月9日         |
| 28   |          | 浦澤義雄          | 高橋資祐 | 新房昭之 | 高橋資祐 | 高橋忍        | 5月16日        |
| 29   |          | 大橋志吉          | 鴫野彰   | 水野和則 | 增谷三郎 | 工藤英昭      | 5月23日        |
| 30   |          | 橋本裕志          | 小柴純彌 | 小柴純彌 | 岸義之   | 高橋忍        | 5月30日        |
| 31   |          | 小山高生          | 橫山廣行 | 橫山廣行 | 川端宏   | 高橋忍        | 6月6日         |
| 32   |          | 浦澤義雄          | 榎本明廣 | 上田茂   | 榎本明廣 | 高橋忍        | 6月13日        |
| 33   |          | 大橋志吉          | 高橋資祐 | 新房昭之 | 高橋資祐 | 工藤英昭      | 6月20日        |
| 34   |          | 橋本裕志          | 鴫野彰   | 小柴純彌 | 增谷三郎 | 高橋忍        | 6月27日        |
| 35   |          | 西紀寺史雄        | 橫山廣行 | 橫山廣行 | 增谷三郎 | 高橋忍        | 7月4日         |
| 36   |          | 浦澤義雄          | 榎本明廣 | 新房昭之 | 榎本明廣 | 工藤英昭      | 7月11日        |
| 37   |          | 小山高生          | 鴫野彰   | 上田茂   | 川端宏   | 高橋忍        | 7月18日        |
| 38   |          | 大橋志吉          | 小柴純彌 | 小柴純彌 | 增谷三郎 | 高橋忍        | 7月25日        |
| 39   |          | 浦澤義雄          | 高橋資祐 | 水野和則 | 高橋資祐 | 高橋忍        | 8月1日         |
| 40   |          | 浦澤義雄          | 鴫野彰   | 新房昭之 | 增谷三郎 | 工藤英昭      | 8月8日         |
| 41   |          | 神戶一彥          | 橫山廣行 | 橫山廣行 | 川端宏   | 高橋忍        | 8月15日        |
| 42   |          | 大橋志吉          | 榎本明廣 | 上田茂   | 榎本明廣 | 高橋忍        | 8月22日        |
| 43   |          | 西紀寺史雄        | 小柴純彌 | 小柴純彌 | 增谷三郎 | 高橋忍        | 8月29日        |
| 44   |          | 橋本裕志          | 水野和則 | 水野和則 | 川端宏   | 工藤英昭      | 9月5日         |
| 45   |          | 神戶一彥          | 高橋資祐 | 新房昭之 | 高橋資祐 | 高橋忍        | 9月12日        |
| 46   |          | 橋本裕志 新井令子 | 橫山廣行 | 橫山廣行 | 增谷三郎 | 高橋忍        | 9月19日        |
| 47   |          | 大橋志吉          | 榎本明廣 | 上田茂   | 榎本明廣 | 工藤英昭      | 9月26日        |

### 播放電視台
由於富士電視台系列週六18:00時段為本地推銷時段，部分地區出現延遲或無法上線。
播出日期及時間為1992年5月中旬至6月上旬，播出系列截至播出時。
| 播放地區       | 播放電視台     | 播放日時           | 播放電視網                                   | 備註                  |
| -------------- | -------------- | ------------------ | -------------------------------------------- | --------------------- |
| 關東廣域區     | 富士電視台     | 星期六 18:30—19:00 | 富士電視台系列                               | 製作局                |
| 北海道         | 北海道文化放送 | 星期六 18:30—19:00 | 富士電視台系列                               |                       |
| 岩手縣         | 岩手可愛電視台 | 星期六 18:30—19:00 | 富士電視台系列                               |                       |
| 宮城縣         | 仙台放送       | 星期六 18:30—19:00 | 富士電視台系列                               |                       |
| 新潟縣         | 新潟綜合電視台 | 星期六 18:30—19:00 | 富士電視台系列                               | 現NST新潟綜合電視台。 |
| 長野縣         | 長野放送       | 星期六 18:30—19:00 | 富士電視台系列                               |                       |
| 靜岡縣         | 靜岡電視台     | 星期六 18:30—19:00 | 富士電視台系列                               |                       |
| 福井縣         | 福井電視台     | 星期六 18:30—19:00 | 富士電視台系列                               |                       |
| 中京廣域區     | 東海電視台     | 星期六 18:30—19:00 | 富士電視台系列                               |                       |
| 近畿廣域區     | 關西電視台     | 星期六 18:30—19:00 | 富士電視台系列                               |                       |
| 岡山縣、香川縣 | 岡山放送       | 星期六 18:30—19:00 | 富士電視台系列                               |                       |
| 廣島縣         | 新廣島電視台   | 星期六 18:30—19:00 | 富士電視台系列                               |                       |
| 福岡縣         | 西日本電視台   | 星期六 18:30—19:00 | 富士電視台系列                               |                       |
| 長崎縣         | 長崎電視台     | 星期六 18:30—19:00 | 富士電視台系列                               |                       |
| 秋田縣         | 秋田電視台     | 星期五 17:00—17:30 | 富士電視台系列                               |                       |
| 山形縣         | 山形電視台     | 星期五 16:30—17:00 | 富士電視台系列                               |                       |
| 福島縣         | 福島電視台     | 星期六 17:00—17:30 | 富士電視台系列                               |                       |
| 山梨縣         | 山梨放送       | 星期一 16:30—17:00 | 日本電視台系列                               |                       |
| 富山縣         | 富山電視台     | 星期六 17:30—18:00 | 富士電視台系列                               |                       |
| 石川縣         | 石川電視台     | 星期一 16:00—16:30 | 富士電視台系列                               |                       |
| 島根縣、鳥取縣 | 山陰中央電視台 | 星期五 16:00—16:30 | 富士電視台系列                               |                       |
| 山口縣         | 山口電視台     | 星期二 17:00—17:30 | TBS系列                                      |                       |
| 德島縣         | 四國放送       | 星期一 17:30—18:00 | 日本電視台系列                               |                       |
| 愛媛縣         | 愛媛放送       | 星期二 17:25—17:55 | 富士電視台系列                               | 現愛媛電視台。        |
| 熊本縣         | 熊本電視台     | 星期四 16:30—17:00 | 富士電視台系列                               | 播出至1992年10月8日   |
| 大分縣         | 大分電視台     | 星期三 16:00—16:30 | 日本電視台系列 富士電視台系列 朝日電視台系列 |                       |
| 宮崎縣         | 宮崎電視台     | 星期三 16:30—17:00 | 日本電視台系列 富士電視台系列 朝日電視台系列 |                       |
| 鹿兒島縣       | 鹿兒島電視台   | 星期二 16:30—17:00 | 日本電視台系列 富士電視台系列                |                       |

## 外部連結
- Studio Pierrot公式官網作品介紹 （页面存档备份，存于） （日語）

| 日本電視台 星期一18:00—18:30時段 | 日本電視台 星期一18:00—18:30時段 | 日本電視台 星期一18:00—18:30時段 |
| --- | -------------------------------- | -------------------------------- |
| | 丸出日太夫 （真人版）            |                                  |
| 小辛巴達與他的魔腰帶》 ※星期一～星期六18:00—18:10 節目表 ※星期一～星期六18:10—18:15 傳聞錦四郎（重播） ※18:15—18:45 ↓ 傳聞錦四郎（重播） 【15分鐘的提前將在一個月後結束】 | （重播）                         |                                  |

| 富士電視台 星期六18:30—19:00時段                                                                     | 富士電視台 星期六18:30—19:00時段                      | 富士電視台 星期六18:30—19:00時段 |
| --- | ----------------------------------------------------- | -------------------------------- |
| | 丸出日太夫 （動畫版） （1991年11月2日—1992年9月26日） |                                  |
| 少年劍道王直角 （1991年1月5日—10月12日） ↓ 傻鵬與小松的 三千里咖哩搶奪記 （1991年10月19日—10月26日） | 幽☆遊☆白書 （1992年10月10日—1995年1月7日）            |                                  |